# Swirsch (Lwiw)
Swirsch (ukrainisch und russisch Свірж; polnisch Świrz oder Swirz) ist ein Dorf in der westukrainischen Oblast Lwiw mit etwa 800 Einwohnern.
Am 12. Juni 2020 wurde das Dorf ein Teil der neu gegründeten Stadtgemeinde Bibrka im Rajon Lwiw, bis dahin bildete es mit den 6 Dörfern Hrabnyk (Грабник), Kopan (Копань), Mywsewa (Мивсева), Pidwyssoke (Підвисоке) und Sadubyna (Задубина) die gleichnamige Landratsgemeinde im Rajon Peremyschljany.

## Geschichte

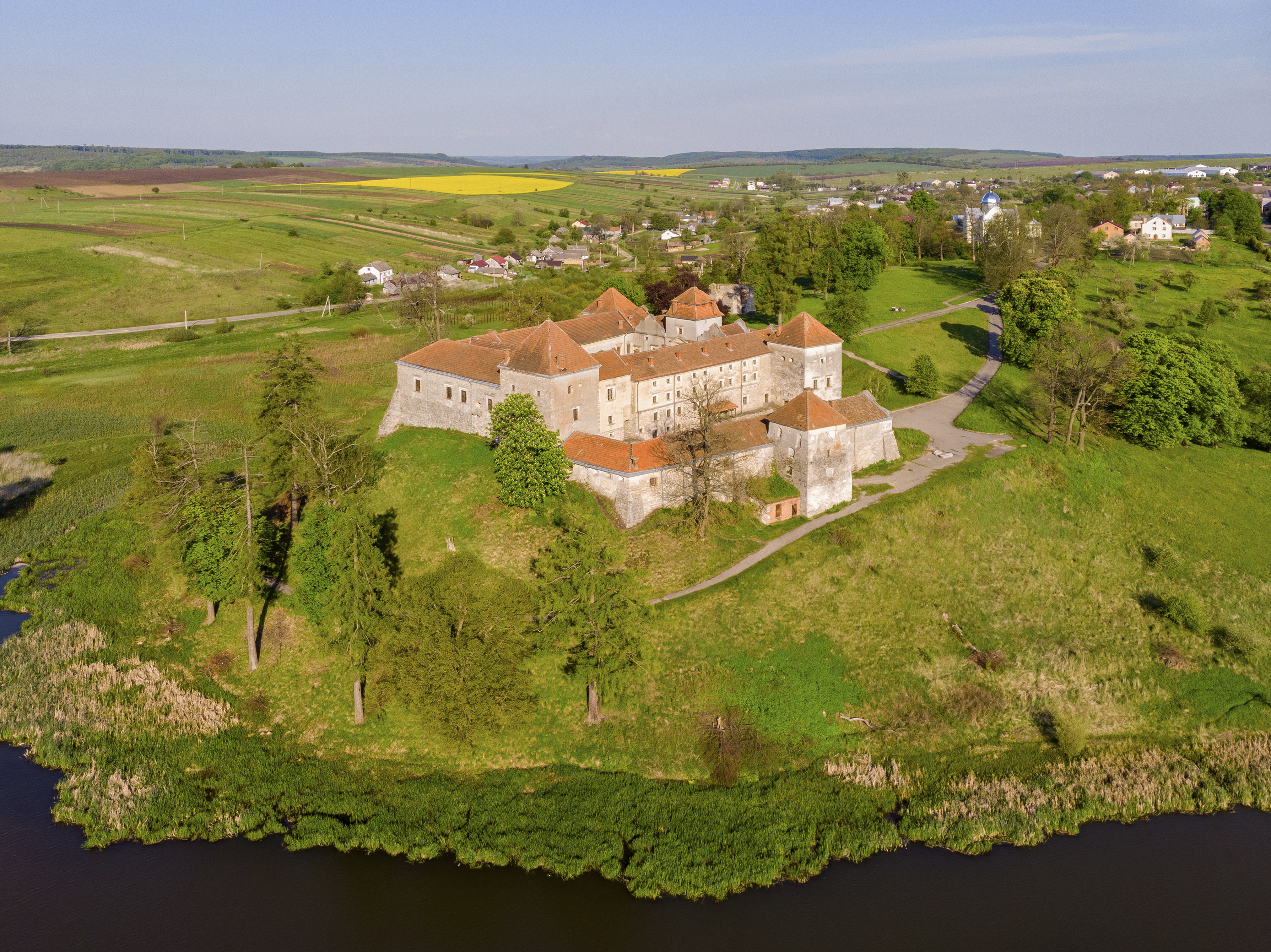
Burg Swirsch

Der Ort wurde im Jahre 1416 als Szwyrzsz erstmals urkundlich erwähnt, und dann später als Swerz (1443), Swyrz (1456), Swierz (1578) und so weiter. Er gehörte zunächst zum Lemberger Land in der Woiwodschaft Ruthenien der Adelsrepublik Polen-Litauen und zur Adelsfamilie Świrski und wurde bezeichnet als oppidum (Marktgemeinde).
Im Jahre 1484 wurde von Andrzej und Marcin Świrski eine römisch-katholische Pfarrei errichtet. Im Jahre 1581 wurde die neue gemauerte Kirche erbaut. Die Burg wurde im 16. Jahrhundert erbaut. Die Adelsfamilie Cetner herrschte im Dorf seit der Mitte des 16. Jahrhunderts.
Bei der Ersten Teilung Polens kam das Dorf 1772 zum neuen Königreich Galizien und Lodomerien des habsburgischen Kaiserreichs (ab 1804). Im 19. Jahrhundert hatte das Dorf viele Besitzer: Sierakowski, Straczewski, Pierzchała, Wiktor, Iliasiewicz, Czaykowski, Tustanowski und Krzeczunowicz. Im frühen 20. Jahrhundert hatte das Dorf Irena (Wolański) Pinińska, deren zweite Ehemann war Robert Lamezan de Salins, ein General der österreichischen und polnischen Armee. Der letzte adelige Besitzer war die Tochter des Generals, Irena, und ihr Ehemann, Tadeusz Komorowski.
Im Jahre 1900 hatte die Gemeinde Świrz 389 Häuser mit 2346 Einwohnern, davon 1913 polnischsprachige, 421 ruthenischsprachige, 1575 römisch-katholische, 418 griechisch-katholische, 352 Juden, 1 anderen Glaubens.
Nach dem Ende des Polnisch-Ukrainischen Kriegs 1919 kam die Gemeinde zu Polen. Im Jahre 1921 hatte miasteczko (Kleinstadt) Świrz 405 Häuser mit 2293 Einwohnern, davon 2174 Polen, 109 Ruthenen, 7 Juden (Nationalität), 3 anderer Nationalität, 1894 römisch-katholische, 215 griechisch-katholische, 184 Juden (Religion).
Im Zweiten Weltkrieg gehörte der Ort nach der Invasion von Polen zuerst zur Sowjetunion und ab 1941, nach der Eroberung durch die deutsche Wehrmacht, zum Generalgouvernement unter deutscher Kontrolle. Im Jahre 1944 wurden 14 Polen von einer Untergruppe der Organisation Ukrainischer Nationalisten, der OUN-UPA, getötet. Am 18. Juli 1944 wurde in der Aktion Burza  ein deutscher Wagenpark von der  polnischen Heimatarmee angegriffen und 40 Personen im Geleit getötet. Ab 1945 gehörte Swirsch wieder zur Sowjetunion, heute zur Ukraine.

## Sehenswürdigkeiten
- Burg aus dem 16. Jahrhundert (1914 vollständig zerstört, später wieder aufgebaut)
- Ehemalige katholische Kirche (erbaut 1546)
- Griechisch-katholische Kirche (19./20. Jahrhundert)

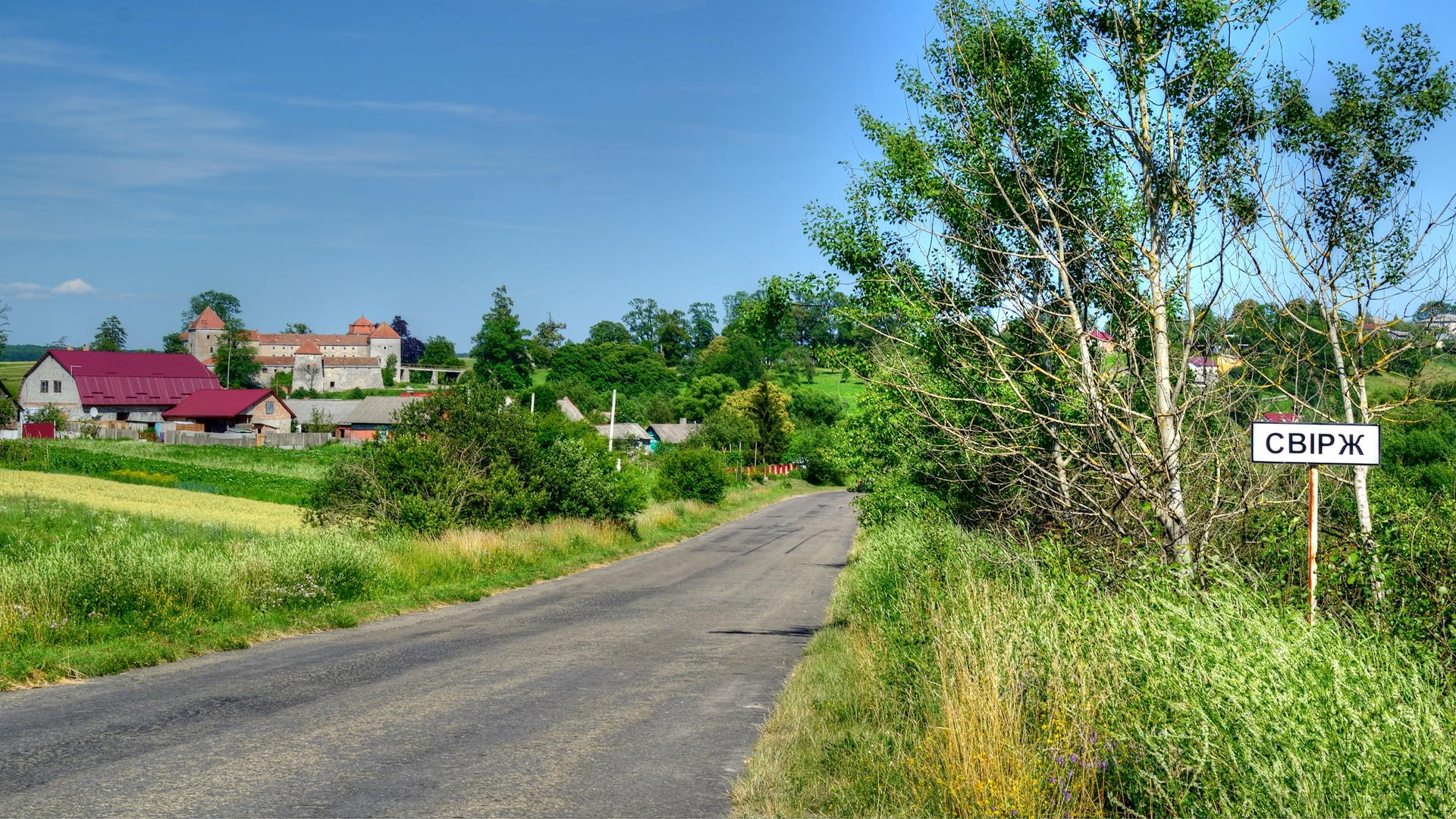
Einfahrt
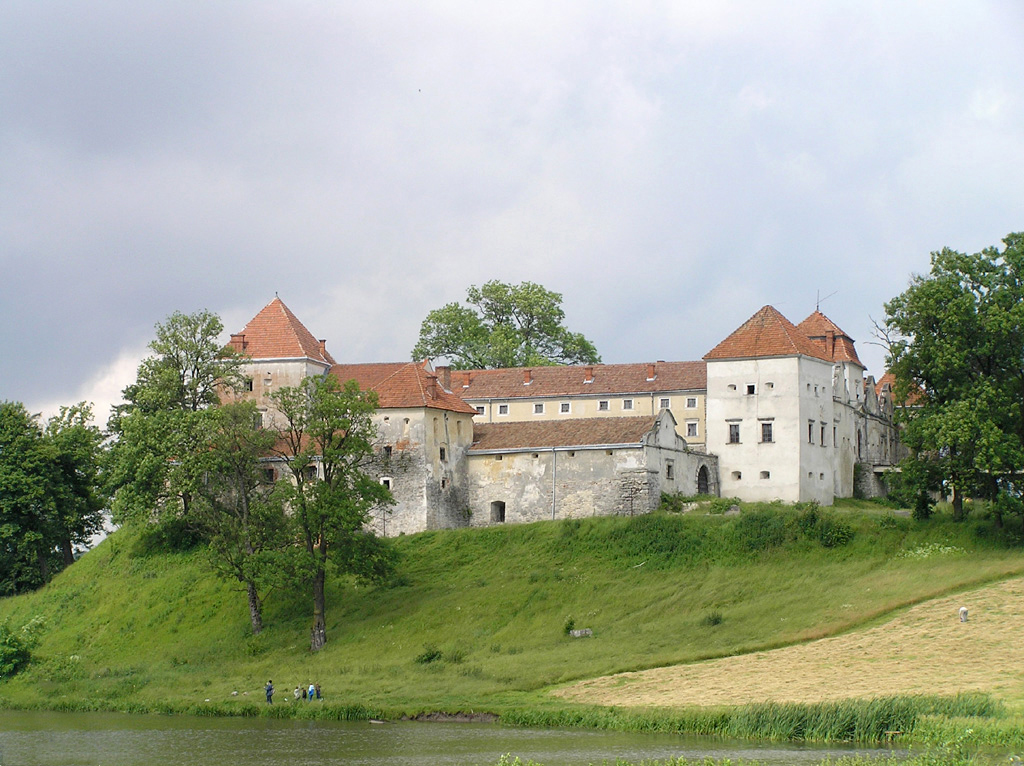
Burg
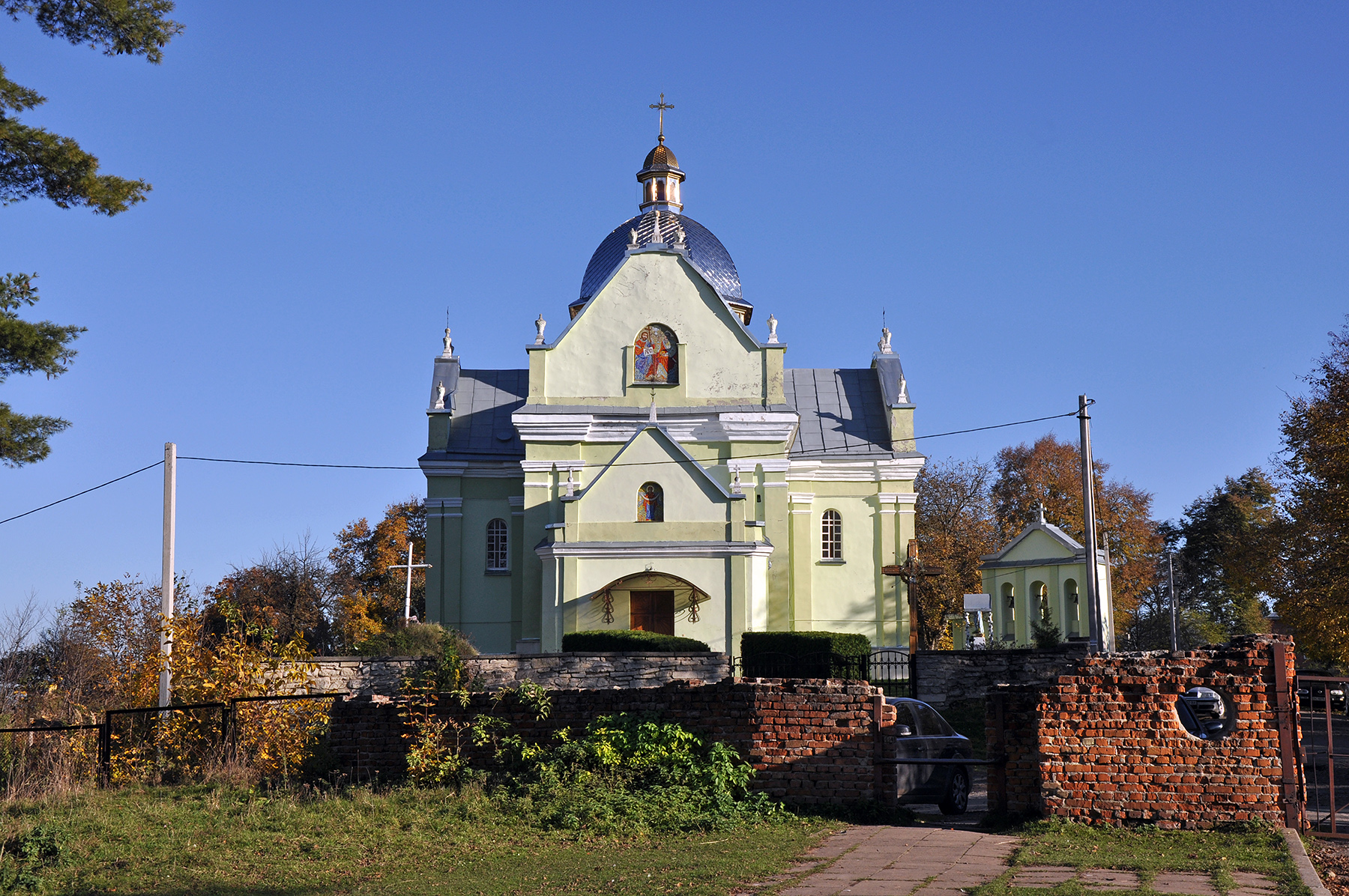
Kirche
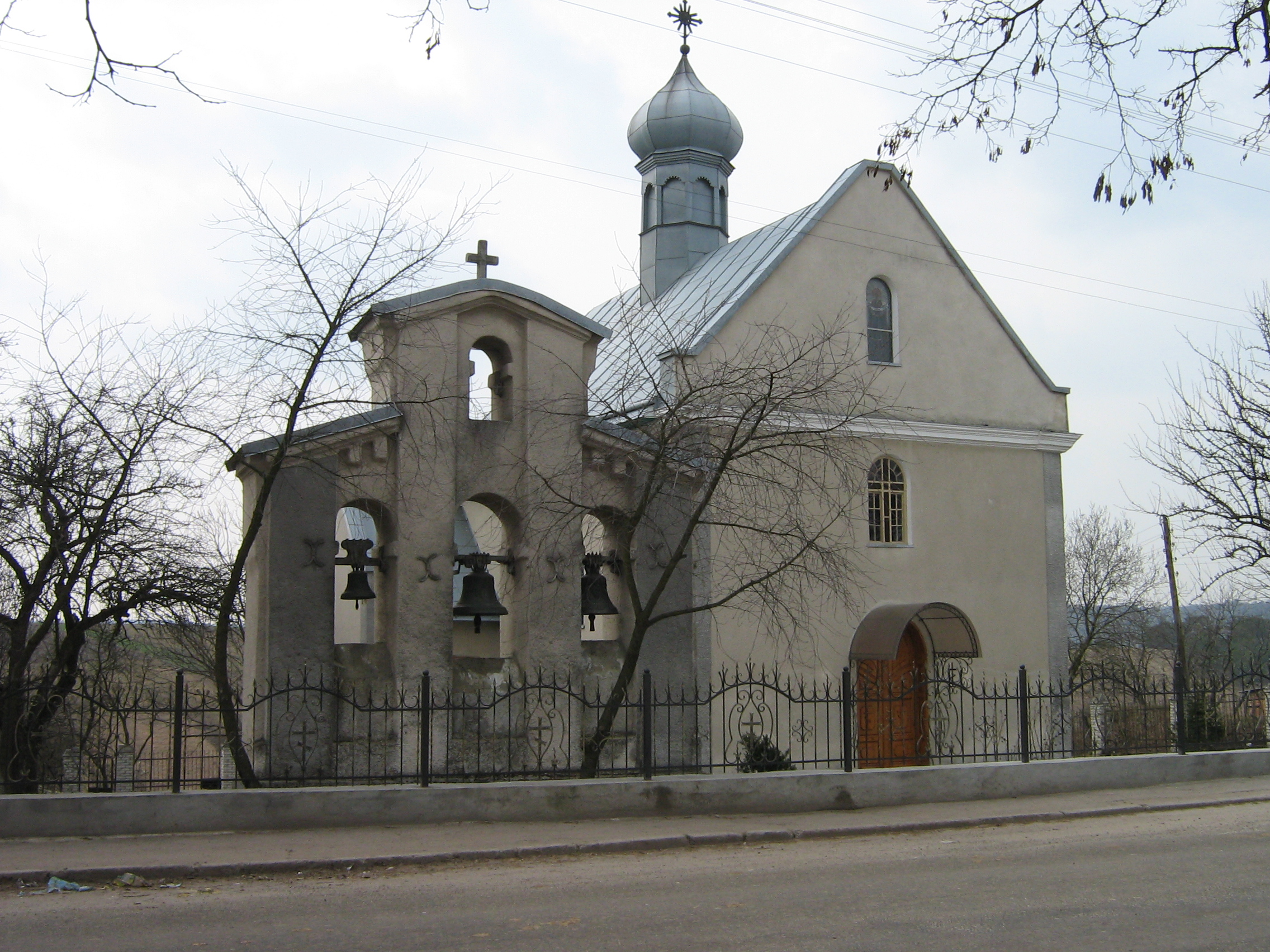
Griechisch-katholische Kirche

## Söhne und Töchter
- Andrzej Żaki (* 1923), polnischer Altertumsforscher
- Alicja Grześkowiak (* 1941), polnische nationalkonservative Politikerin und Juristin
- Anytschka (* 1977), ukrainische Sängerin[6]